# Richard Glücks
Richard Glücks, né le 22 avril 1889 à Odenkirchen et mort le 10 mai 1945 à Flensbourg, était un officier nazi de haut rang. SS-Gruppenführer et Generalleutnant de la Waffen-SS, il a été, de 1939 à la fin de la Seconde Guerre mondiale à la tête du département D (Amt. D) « camps de concentration » à l'Office central SS pour l'économie et l'administration (SS-Wirtschafts-Verwaltungshauptamt, ou WVHA), en tant qu'inspecteur des camps de concentration.
Proche de Heinrich Himmler, il a été le responsable direct du travail forcé des déportés ; c'est également de son autorité que relevaient les expériences médicales menées par des médecins nazis sur les détenus des camps et la mise en place de la solution finale, en particulier les exécutions de masse dans les chambres à gaz. À la chute du régime nazi et après la capitulation, il se suicida en avalant une capsule de cyanure.

## Avant l’engagement nazi
Glücks voit le jour le 22 avril 1889 à Odenkirchen, dans le Rhin, près de Mönchengladbach. Après avoir terminé ses études secondaires à Düsseldorf, il travaille dans l'entreprise de son père, une agence d'assurances contre l'incendie. En 1909, il s'engage comme volontaire dans l'armée et sert pendant un an dans le 43e régiment d'artillerie de campagne à Wesel. En 1913, il quitte l'Allemagne pour le Royaume-Uni, puis émigre en Argentine où il est commerçant.
Après le déclenchement de la Première Guerre mondiale, il revient en Allemagne, en janvier 1915, sous une fausse identité, comme membre d'équipage d’un vaisseau norvégien. Il participe au conflit, vraisemblablement comme commandant d'une unité d'artillerie motorisée et il est décoré de la croix de fer de première et de deuxième classe. Après la guerre, il est officier de liaison entre les forces allemandes et la Commission militaire interalliée, chargée de faire respecter par l'Allemagne les restrictions imposées par le traité de Versailles en ce qui concerne son réarmement et sa puissance militaire.
En 1924, il rejoint l'état major de la 6e division prussienne. Durant cette période, il s'engage également dans les Corps francs.

## L’ascension au sein du régime nazi
Glücks s'affilie au parti nazi en 1930 puis à la SS en 1932. Dans celle-ci, il est officier au sein du groupe Ouest du 6 septembre 1933 au 20 juin 1935 et atteint le grade de SS-Sturmbannführer. Il devient ensuite commandant de la 77e SS-Standarte de l'Allgemeine-SS, avec le grade de SS-Obersturmbannführer. Le 1er avril 1936, il est nommé chef d'état-major de Theodor Eicke, inspecteur des camps de concentration et commandant des unités Totenkopf (Inspekteur des Konzentrationslager und Führer des SS-Totenkopfverbände), tout d'abord comme Standartenführer puis comme Oberführer.
Lorsque Eicke prend le commandement de la 3e Panzerdivision SS Totenkopf, Glücks est nommé à sa succession par Himmler le 18 novembre 1939. Le 20 avril 1941, il est promu SS-Brigadeführer, et le 29 mars 1942, il devient le responsable de la division (Amt.) D à l'Office central SS pour l'économie et l'administration (WVHA), dirigé par Oswald Pohl. Le 23 juillet 1943, il est nommé SS-Gruppenführer et Generalleutnant de la Waffen SS.

## Inspecteur des camps de concentration
Glücks est décrit par Rudolf Höss comme un pur administratif et un bureaucrate, craignant Himmler, et désirant avant tout maintenir le système concentrationnaire dans l'état où l'avait laissé son prédécesseur, Theodor Eicke. Höss affirme que Glücks est incapable de comprendre les conséquences de ses ordres et qu'il ne doit son accès à sa haute position et son maintien à celle-ci qu'à la protection de Eicke et Pohl.
Dans un premier temps, Glücks est surtout responsable de l’exploitation du travail forcé des déportés. Il demande aux commandants des camps d’abaisser le taux de mortalité des détenus afin d'atteindre les objectifs économiques fixés à son département.
À la même époque, le 21 février 1940, c'est Glücks qui suggère à Himmler, Pohl et Heydrich d'implanter un nouveau camp à Auschwitz dans d'anciennes casernes. Le camp (Auschwitz I) est ouvert le 14 juin 1940 et Glücks s’empresse de l'utiliser comme réservoir de travailleurs forcés pour l’usine d'IG Farben implantée à son voisinage, sur le site de Buna-Monowitz (Auschwitz III).
À partir de 1942, en collaboration avec Pohl, Glücks est de plus en plus impliqué dans la mise en œuvre de la solution finale. Le 7 juillet 1942, il participe, avec Himmler et Carl Clauberg, à une réunion pour planifier des expérimentations médicales sur la stérilisation des déportés à grande échelle et à leur insu.
Au printemps 1943, au cours d'une visite d'inspection à Auschwitz, Glücks exigea que les « bâtiments spéciaux » (les crématoriums) soient construits sur des emplacements tels que personne ne puisse les observer. Le 3 novembre 1943, il ordonne aux commandants des camps que les crématoriums ne soient plus montrés aux visiteurs comme les dignitaires du Reich ou du parti et ne fassent pas l'objet de discussions avec eux.
Les ordres pour l’extermination des Juifs passent par son bureau et il donne l'autorisation d’achat de Zyklon B pour les chambres à gaz d'Auschwitz-Birkenau (Auschwitz II).

## La fin
Le 16 avril 1945, les bureaux du WVHA à Berlin sont détruits par un bombardement allié et déplacés sur les bords de la mer Baltique. Fin avril, en raison de la progression des troupes soviétiques, Glücks et son épouse fuient à Flensbourg. C’est là qu’il rencontre Himmler pour la dernière fois.
On croit, sans preuves certaines, qu'il s'est suicidé dans la base navale de Mürwik à Flensbourg le 10 mai 1945, après la capitulation de l'Allemagne, en avalant une capsule de cyanure. Toutefois, le journaliste et écrivain Thomas Harding dit avoir eu accès à un télégramme classé secret, conservé aux Archives nationales des États-Unis, dont il résulterait que Glücks s'est suicidé le 5 octobre 1945 à Flensbourg, alors qu'il était détenu par les Britanniques.